# Cormont
Cormont est une commune française située dans le département du Pas-de-Calais en région Hauts-de-France. Ses habitants sont appelés les Cormontois.
La commune fait partie de la communauté d'agglomération des Deux Baies en Montreuillois qui regroupe 46 communes et compte 65 760 habitants en 2021.

## Géographie

### Localisation
Localisée dans l'ouest du département du Pas-de-Calais, Cormont est une commune située, à vol d'oiseau, à 8 km au nord-est de la commune d'Étaples, à 11 km au nord-est de la station balnéaire du Touquet-Paris-Plage et à 10 km au nord de la commune de Montreuil-sur-Mer (chef-lieu d'arrondissement).
Le territoire de la commune est limitrophe de ceux de quatre communes.
Les communes limitrophes sont  Bernieulles, Frencq, Hubersent et Longvilliers.

### Géologie et relief
La superficie de la commune est de 9,71 km2 ; son altitude varie de 30  à   119 m.

### Hydrographie
Le territoire de la commune est situé dans le bassin Artois-Picardie.
C'est dans la commune que la Dordogne, cours d'eau naturel non navigable de 9,91 km, prend sa source et se jette dans la Canche au niveau de la commune de Bréxent-Énocq.

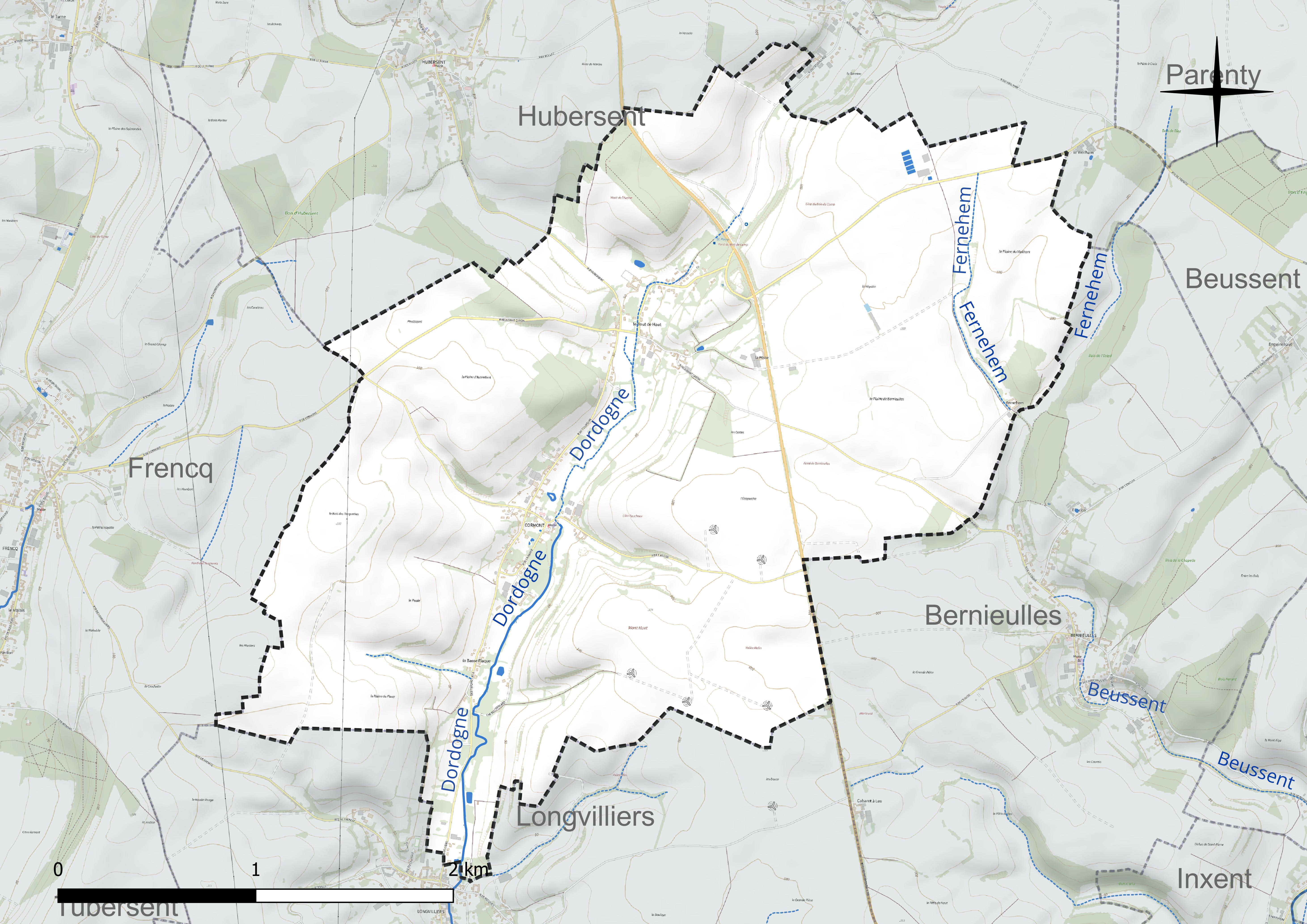
Réseau hydrographique de Cormont.

### Climat
Pour des articles plus généraux, voir Climat des Hauts-de-France et Climat du Pas-de-Calais.
En 2010, le climat de la commune est de type climat océanique franc, selon une étude du CNRS s'appuyant sur une série de données couvrant la période 1971-2000. En 2020, Météo-France publie une typologie des climats de la France métropolitaine dans laquelle la commune est exposée à un climat océanique et est dans la région climatique Côtes de la Manche orientale, caractérisée par un faible ensoleillement (1 550 h/an) ; forte humidité de l’air (plus de 20 h/jour avec humidité relative > 80 % en hiver), vents forts fréquents.
Pour la période 1971-2000, la température annuelle moyenne est de 10,2 °C, avec une amplitude thermique annuelle de 13,2 °C. Le cumul annuel moyen de précipitations est de 861 mm, avec 12,5 jours de précipitations en janvier et 8,5 jours en juillet. Pour la période 1991-2020, la température moyenne annuelle observée sur la station météorologique la plus proche, située sur la commune du Touquet-Paris-Plage à 11 km à vol d'oiseau, est de 11,2 °C et le cumul annuel moyen de précipitations est de 888,8 mm,. Pour l'avenir, les paramètres climatiques de la commune estimés pour 2050 selon différents scénarios d'émission de gaz à effet de serre sont consultables sur un site dédié publié par Météo-France en novembre 2022.

### Paysages
Pour un article plus général, voir Paysage en France.
La commune est située dans le « paysage montreuillois » tel que défini dans l’atlas des paysages de la région Nord-Pas-de-Calais, conçu par la direction régionale de l'Environnement, de l'Aménagement et du Logement (DREAL),. Ce paysage, qui concerne 98 communes, se délimite : à l’Ouest par des falaises qui, avec le recul de la mer, ont donné naissance aux bas-champs ourlées de dunes ; au Nord par la boutonnière du Boulonnais ; au sud par le vaste plateau formé par la vallée de l’Authie, et à l’Est par les paysages du Ternois et de Haut-Artois. Ce paysage régional, avec, dans son axe central, la vallée de la Canche et ses nombreux affluents comme la Course, la Créquoise, la Planquette…, offre une alternance de vallées et de plateaux, appelée « ondulations montreuilloises ». Dans ce paysage, et plus particulièrement sur les plateaux, on cultive la betterave sucrière, le blé et le maïs, et les plateaux entre la Ternoise et la Créquoise sont couverts de vastes massifs forestiers comme la forêt d'Hesdin, les bois de Fressin, Sains-lès-Fressin, Créquy….

### Milieux naturels et biodiversité

#### Zone naturelle d'intérêt écologique, faunistique et floristique
L’inventaire des zones naturelles d'intérêt écologique, faunistique et floristique (ZNIEFF) a pour objectif de réaliser une couverture des zones les plus intéressantes sur le plan écologique, essentiellement dans la perspective d’améliorer la connaissance du patrimoine naturel national et de fournir aux différents décideurs un outil d’aide à la prise en compte de l’environnement dans l’aménagement du territoire.
Le territoire communal comprend une ZNIEFF de type 2 : la vallée de la Course. Elle se situe dans le pays de Montreuil-sur-Mer et plus précisément dans l’entité paysagère des ondulations montreuilloises.

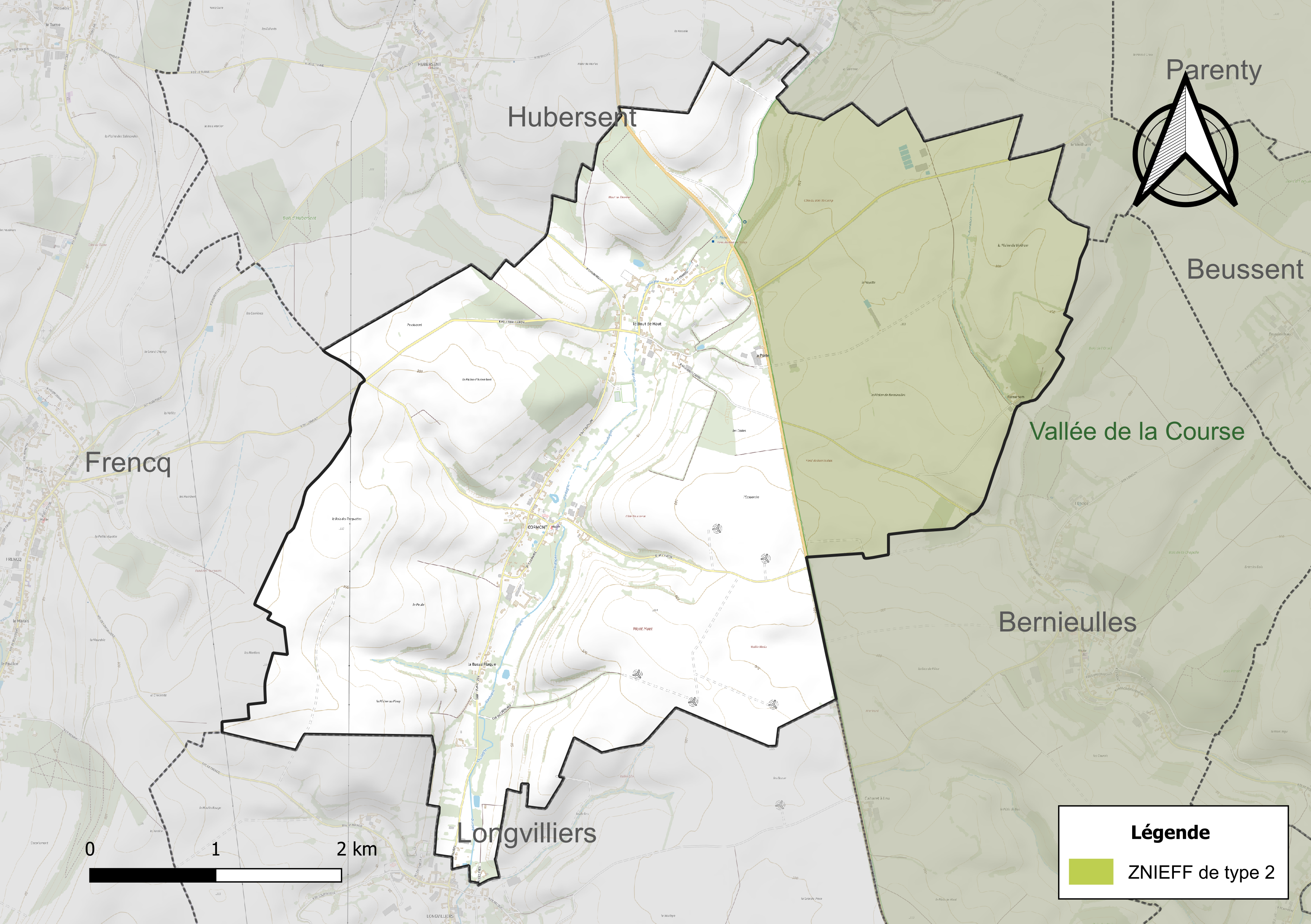
Carte de la ZNIEFF sur la commune.

## Urbanisme

### Typologie
Au 1er janvier 2024, Cormont est catégorisée commune rurale à habitat dispersé, selon la nouvelle grille communale de densité à sept niveaux définie par l'Insee en 2022.
Elle est située hors unité urbaine. Par ailleurs la commune fait partie de l'aire d'attraction d'Étaples - Le Touquet-Paris-Plage, dont elle est une commune de la couronne,. Cette aire, qui regroupe 21 communes, est catégorisée dans les aires de moins de 50 000 habitants,.

### Occupation des sols
L'occupation des sols de la commune, telle qu'elle ressort de la base de données européenne d’occupation biophysique des sols Corine Land Cover (CLC), est marquée par l'importance des territoires agricoles (98,9 % en 2018), une proportion identique à celle de 1990 (98,9 %). La répartition détaillée en 2018 est la suivante : 
terres arables (69,2 %), prairies (29,8 %), forêts (0,7 %), zones urbanisées (0,3 %). L'évolution de l’occupation des sols de la commune et de ses infrastructures peut être observée sur les différentes représentations cartographiques du territoire : la carte de Cassini (XVIIIe siècle), la carte d'état-major (1820-1866) et les cartes ou photos aériennes de l'IGN pour la période actuelle (1950 à aujourd'hui).

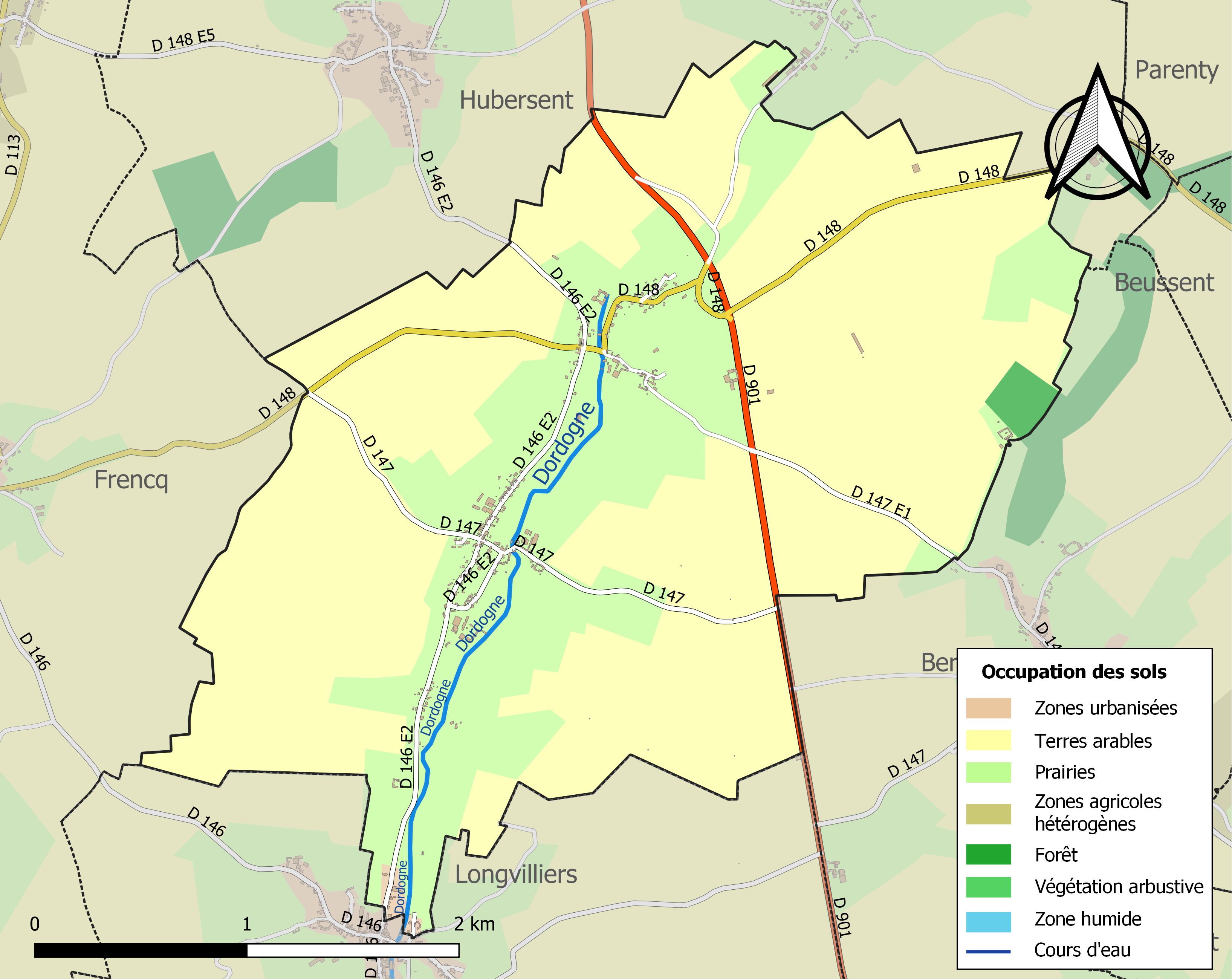
Carte des infrastructures et de l'occupation des sols de la commune en 2018 (CLC).

### Voies de communication et transports

#### Voies de communication
La commune est desservie par les routes départementales D 146 E2, D 147 E1, D 148 et D 901 reliant Boulogne-sur-Mer à Montreuil-sur-Mer.

#### Transport ferroviaire
La commune se trouve à 12 km, au nord-ouest, de la gare d'Étaples - Le Touquet, située sur les lignes de Longueau à Boulogne-Ville et de Saint-Pol-sur-Ternoise à Étaples, desservie par des TGV (accessibles en tarification TERGV) ; c'est également une gare régionale du réseau TER Hauts-de-France, desservie par des trains express régionaux.

### Risques naturels et technologiques

#### Risque inondation
À la suite du passage des tempêtes Ciarán, Domingos et Elisa et des inondations et coulées de boue qui se sont produites, la commune est reconnue, par arrêté du 14 novembre 2023, en état de catastrophe naturelle pour inondations et coulées de boue sur la période du 2 au 12 novembre 2023, comme 179 autres communes du département.

## Toponymie
Le nom de la localité est attesté sous les formes : Curmons en 826, Curmontium super fluvium Edivinia en 831, Cormons en 1042, Cormunt en 1154, Cormont (1789), Cormont depuis 1793 et 1801.
Vient de l'agglutination du bas-latin cortem et de mons qui signifie : le « domaine de la montagne ».

## Histoire
Cormont était située sur la voie romaine allant d'Amiens à Boulogne-sur-Mer ou via Agrippa de l'Océan.
La localité aurait été citée dès 337.
Estrée, Recques-sur-Course, Cormont sont citées dans une donation faite à l'abbaye Saint-Bertin de Saint-Omer par un riche héritier de la noble famille des Steneland dans une charte du 28 mars 857. Cormont figure également dans un autre texte concernant la même abbaye en 826.

## Politique et administration

### Découpage territorial
La commune se trouve dans l'arrondissement de Montreuil du département du Pas-de-Calais.

#### Commune et intercommunalités
La commune a fait partie, de 1999 à 2016, de la Communauté de communes mer et terres d'Opale et, depuis le 1er janvier 2017, elle fait partie de la Communauté d'agglomération des Deux Baies en Montreuillois dont le siège est basé à Montreuil-sur-Mer.

#### Circonscriptions administratives
La commune faisait partie du canton d'Étaples, depuis la loi du 22 décembre 1789 reprise par la constitution de 1791, qui divise le royaume (la République en septembre 1792), en communes, cantons, districts et départements.
Dans le cadre du redécoupage cantonal de 2014 en France, elle reste rattachée au canton d'Étaples.

#### Circonscriptions électorales
Pour l'élection des députés, la commune fait partie, depuis 1986, de la quatrième circonscription du Pas-de-Calais.

### Élections municipales et communautaires

#### Liste des maires
| Période                                  | Période   | Identité               | Étiquette | Qualité                                              |
| ---------------------------------------- | --------- | ---------------------- | --------- | ---------------------------------------------------- |
| Les données manquantes sont à compléter. |           |                        |           |                                                      |
| mars 2001                                | mars 2008 | Pierre-Marie Dusannier |           |                                                      |
| mars 2008                                | juin 2015 | Michel Sauvage         |           | Agent comptable retraité Mort en fonction            |
| juin 2015                                | En cours  | Émile Crépin           |           | Agriculteur retraité Réélu pour le mandat 2020-2026, |

## Équipements et services publics

### Justice, sécurité, secours et défense
La commune dépend du tribunal de proximité de Montreuil-sur-Mer, du conseil de prud'hommes de Boulogne-sur-Mer, du tribunal judiciaire de Boulogne-sur-Mer, de la cour d'appel de Douai, du tribunal de commerce de Boulogne-sur-Mer, du tribunal administratif de Lille, de la cour administrative d'appel de Douai, du pôle nationalité du tribunal judiciaire de Boulogne-sur-Mer et du tribunal pour enfants de Boulogne-sur-Mer.

## Population et société

### Démographie
Les habitants de la commune sont appelés les Cormontois.

#### Évolution démographique
L'évolution du nombre d'habitants est connue à travers les recensements de la population effectués dans la commune depuis 1793. Pour les communes de moins de 10 000 habitants, une enquête de recensement portant sur toute la population est réalisée tous les cinq ans, les populations de référence des années intermédiaires étant quant à elles estimées par interpolation ou extrapolation. Pour la commune, le premier recensement exhaustif entrant dans le cadre du nouveau dispositif a été réalisé en 2008.

En 2022, la commune comptait 309 habitants, en évolution de −5,5 % par rapport à 2016 (Pas-de-Calais : −0,72 %, France hors Mayotte : +2,11 %).
| 1793 | 1800 | 1806 | 1821 | 1831 | 1836 | 1841 | 1846 | 1851 |
| ---- | ---- | ---- | ---- | ---- | ---- | ---- | ---- | ---- |
| 399  | 354  | 411  | 383  | 425  | 412  | 432  | 475  | 428  |

| 1856 | 1861 | 1866 | 1872 | 1876 | 1881 | 1886 | 1891 | 1896 |
| ---- | ---- | ---- | ---- | ---- | ---- | ---- | ---- | ---- |
| 412  | 430  | 435  | 400  | 410  | 358  | 363  | 343  | 315  |

| 1901 | 1906 | 1911 | 1921 | 1926 | 1931 | 1936 | 1946 | 1954 |
| ---- | ---- | ---- | ---- | ---- | ---- | ---- | ---- | ---- |
| 320  | 334  | 311  | 283  | 266  | 258  | 265  | 239  | 245  |

| 1962 | 1968 | 1975 | 1982 | 1990 | 1999 | 2006 | 2008 | 2013 |
| ---- | ---- | ---- | ---- | ---- | ---- | ---- | ---- | ---- |
| 246  | 237  | 230  | 236  | 227  | 250  | 277  | 285  | 328  |

| 2018 | 2022 | - | - | - | - | - | - | - |
| ---- | ---- | - | - | - | - | - | - | - |
| 312  | 309  | - | - | - | - | - | - | - |

#### Pyramide des âges
La population de la commune est relativement jeune.
En 2018, le taux de personnes d'un âge inférieur à 30 ans s'élève à 39,4 %, soit au-dessus de la moyenne départementale (36,7 %). À l'inverse, le taux de personnes d'âge supérieur à 60 ans est de 23,4 % la même année, alors qu'il est de 24,9 % au niveau départemental.
En 2018, la commune comptait 150 hommes pour 162 femmes, soit un taux de 51,92 % de femmes, légèrement supérieur au taux départemental (51,5 %).
Les pyramides des âges de la commune et du département s'établissent comme suit.
| Hommes | Classe d’âge | Femmes |
| ------ | ------------ | ------ |
| 0,7    | 90 ou +      | 1,2    |
| 2,7    | 75-89 ans    | 6,8    |
| 18,7   | 60-74 ans    | 16,7   |
| 20,0   | 45-59 ans    | 16,7   |
| 19,3   | 30-44 ans    | 18,5   |
| 20,0   | 15-29 ans    | 18,5   |
| 18,7   | 0-14 ans     | 21,6   |

| Hommes | Classe d’âge | Femmes |
| ------ | ------------ | ------ |
| 0,5    | 90 ou +      | 1,6    |
| 5,6    | 75-89 ans    | 8,9    |
| 16,7   | 60-74 ans    | 18,1   |
| 20,2   | 45-59 ans    | 19,2   |
| 18,9   | 30-44 ans    | 18,1   |
| 18,2   | 15-29 ans    | 16,2   |
| 19,9   | 0-14 ans     | 17,9   |

## Culture locale et patrimoine

### Lieux et monuments

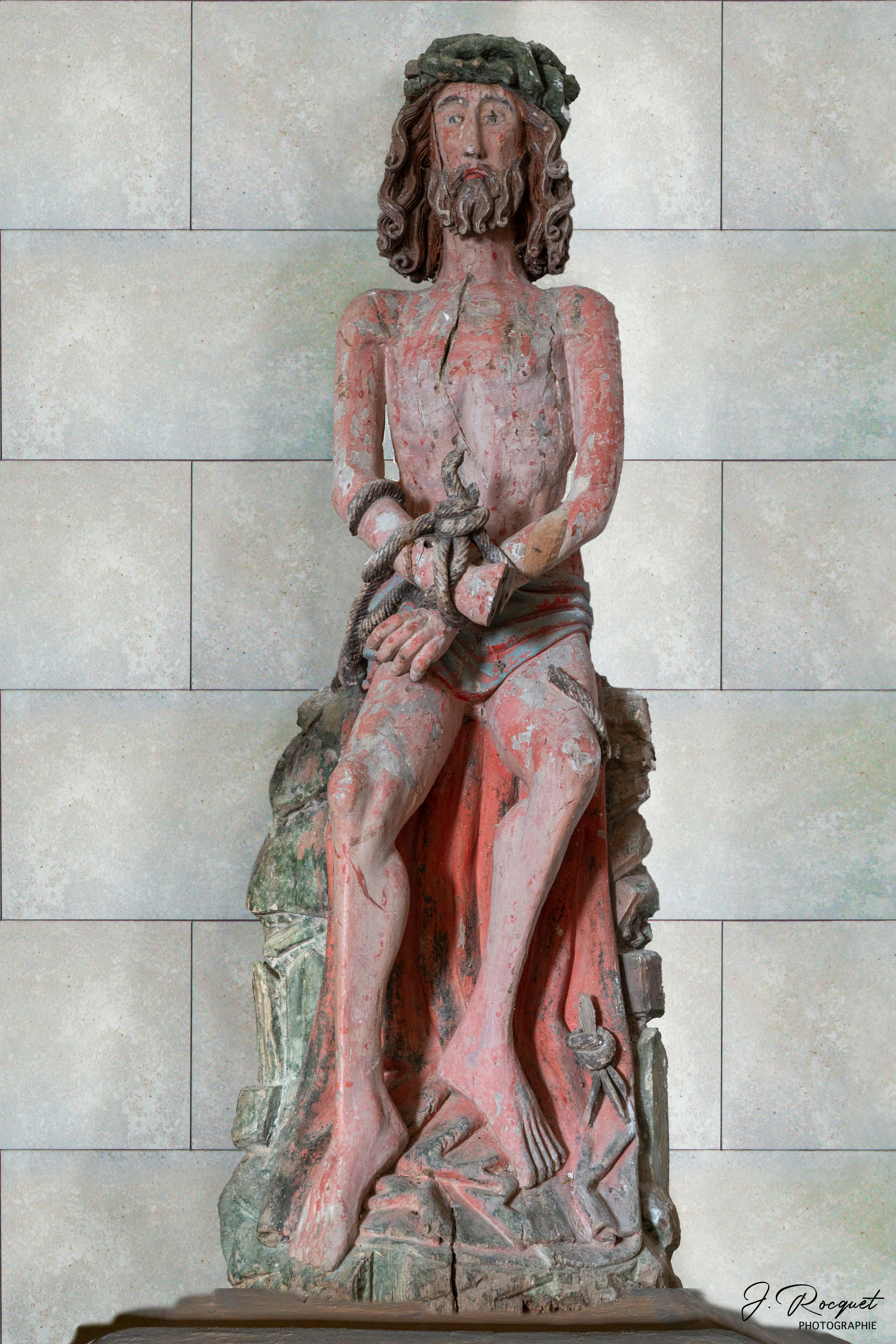
Le Christ aux outrages.

- L'église Saint-Michel. Cette église héberge des éléments patrimoniaux qui sont classés ou inscrits au titre d'objet des monuments historiques :
  - le Christ aux outrages ou Christ de Pitié ou Christ aux liens, statue en chêne polychrome du XVe siècle, haute de 165 cm, classé par arrêté le 23 janvier 1958[37].
  - la statue de saint Michel, datant du XVIe siècle, haute de 175 cm, classée par arrêté le 8 juin 1905[38].
  - la cloche, datant de 1577 classée par arrêté le 1er mai 1908[39].
  - les fonts baptismaux, datant du XIIe siècle, classés par arrêté le 1er mai 1908[40].
  - le reliquaire de sainte Berthe, datant du XIXe siècle, haute de 36,5 cm, inscrit par arrêté le 3 juin 1985[41].
  - la coupe de quête, datant du XVIIIe siècle, inscrite par arrêté le 3 juin 1985[42].
  - l'encensoir, datant du XIXe siècle, inscrit par arrêté le 3 juin 1985[43].
  - le calice, datant de 1838, inscrit par arrêté le 3 juin 1985[44].
  - la plaque funéraire de Louis Handouche, curé d'Halinghen, mort le 15 janvier 1772, datant de 1772, inscrite par arrêté le 3 juin 1985[45].
  - la plaque funéraire de Jean-Baptiste Hannedouche, curé de Cormont et d'Hubersent, mort le 24 août 1782, datant de 1782, inscrite par arrêté le 3 juin 1985[46].
  - la plaque funéraire d'Andrée Françoise Maximilienne de Fléchin, comtesse, morte le 29 juillet 1784, datant de 1784, inscrite par arrêté le 3 juin 1985[47].

Vues générales de l'extérieur de l'église
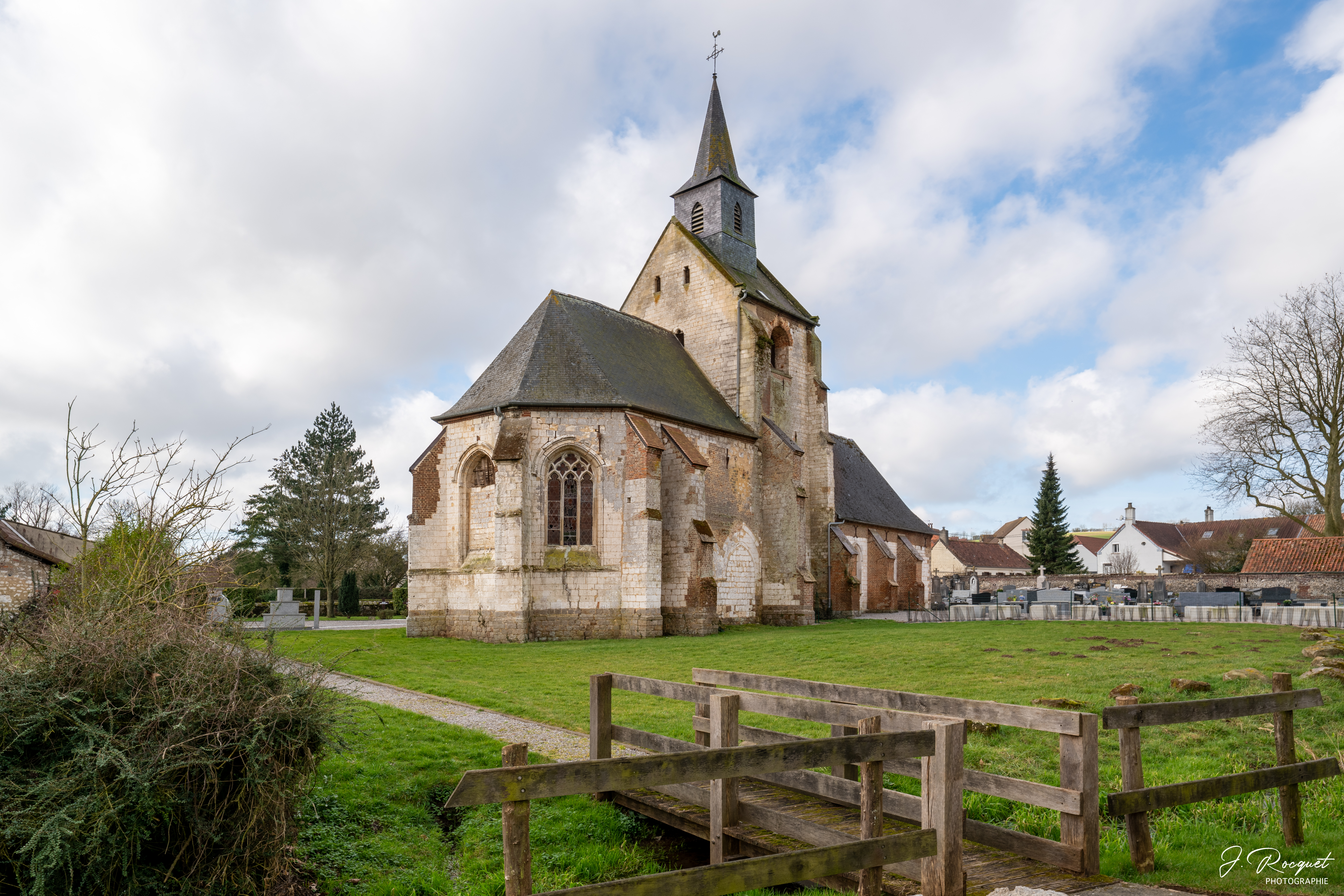
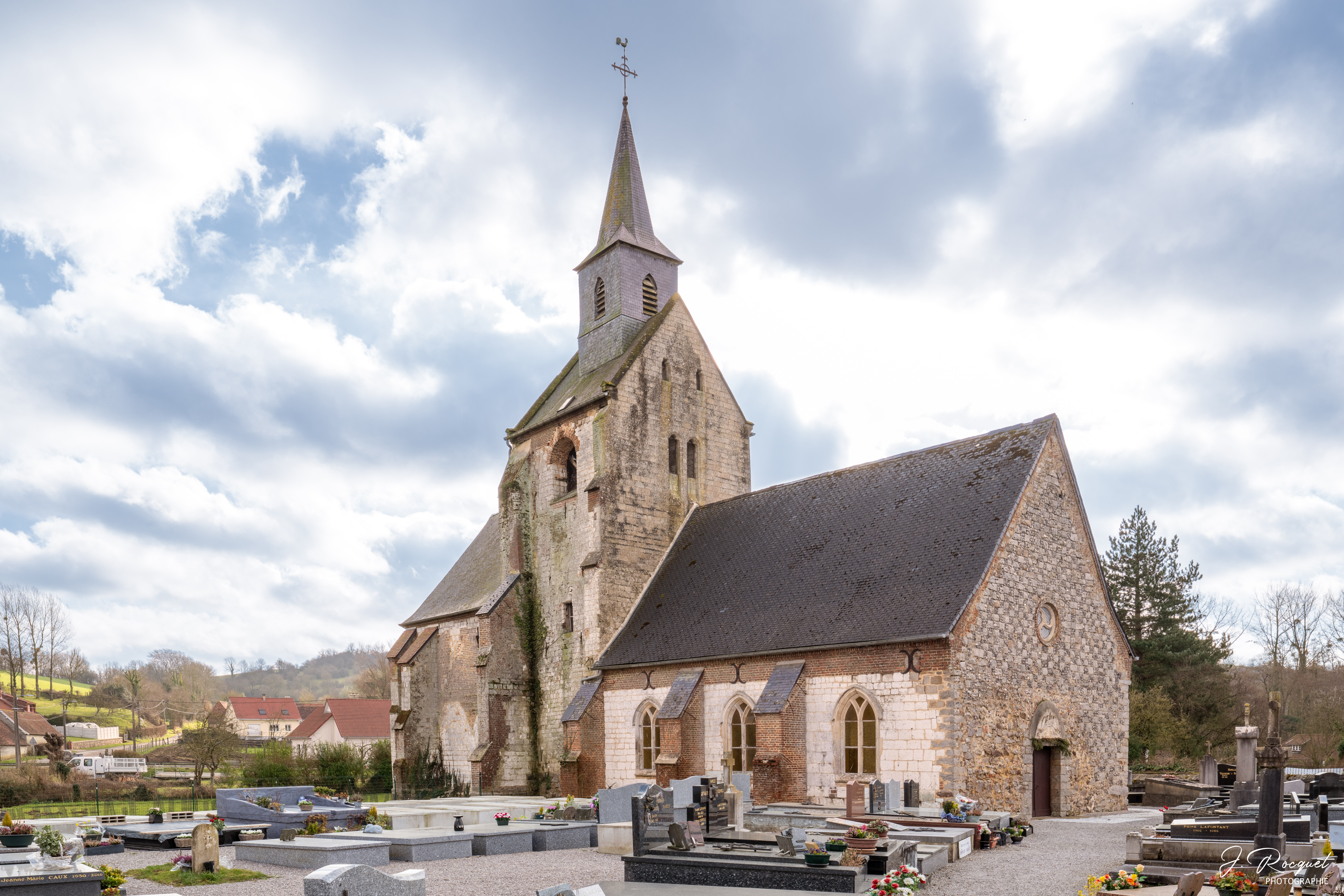
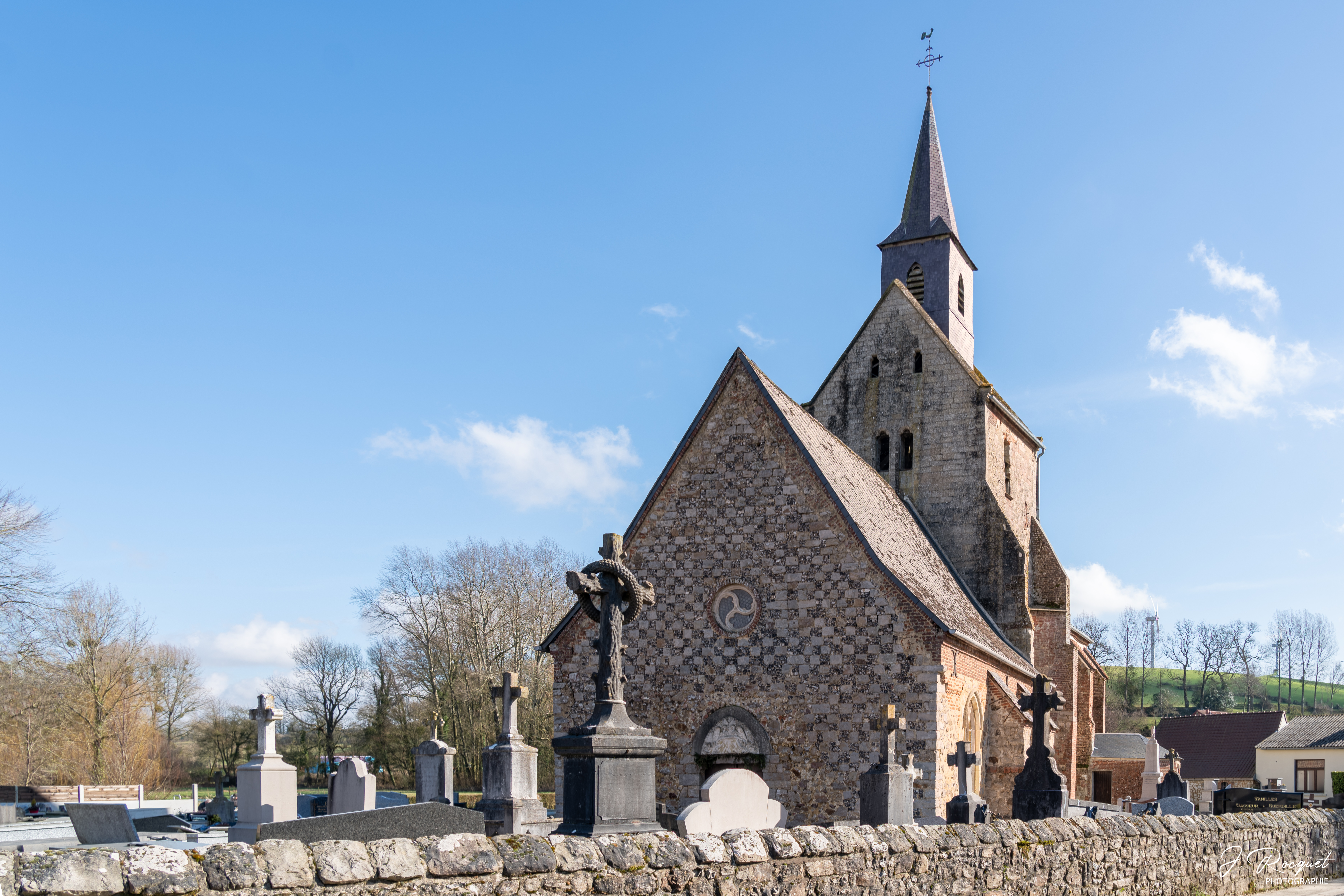
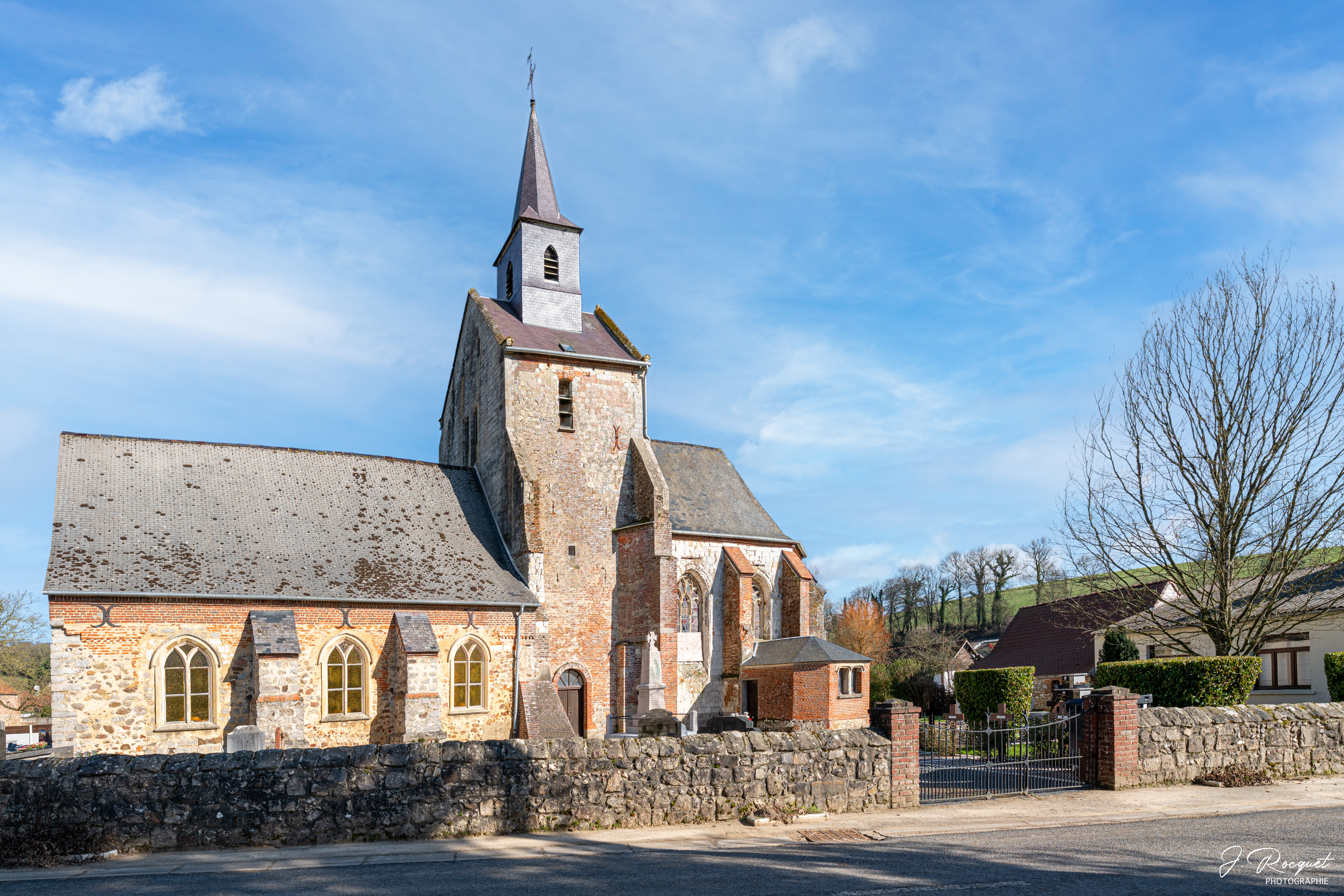

- Vues de l'intérieur et détails de l'église

"Vues
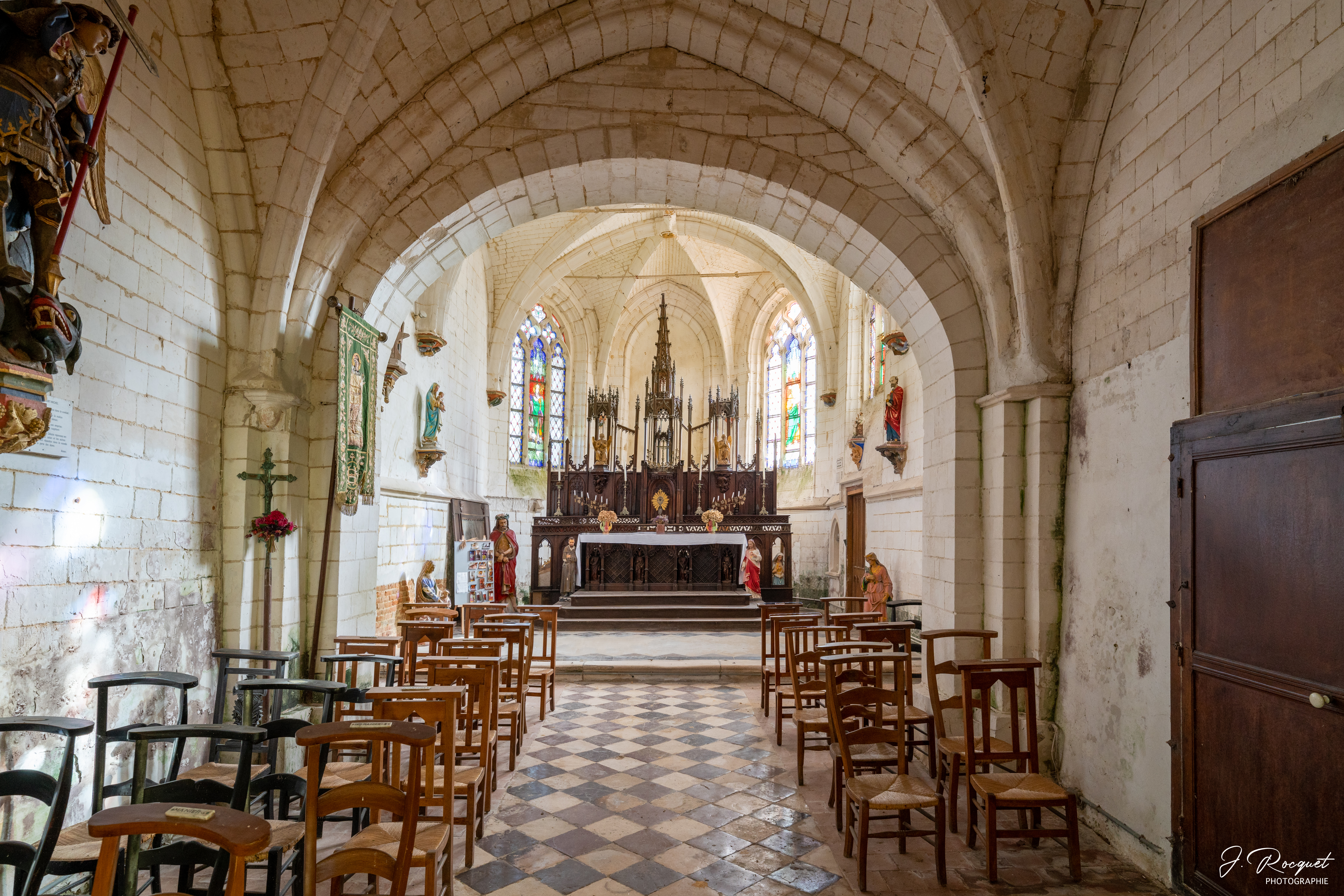
La nef et le chœur.
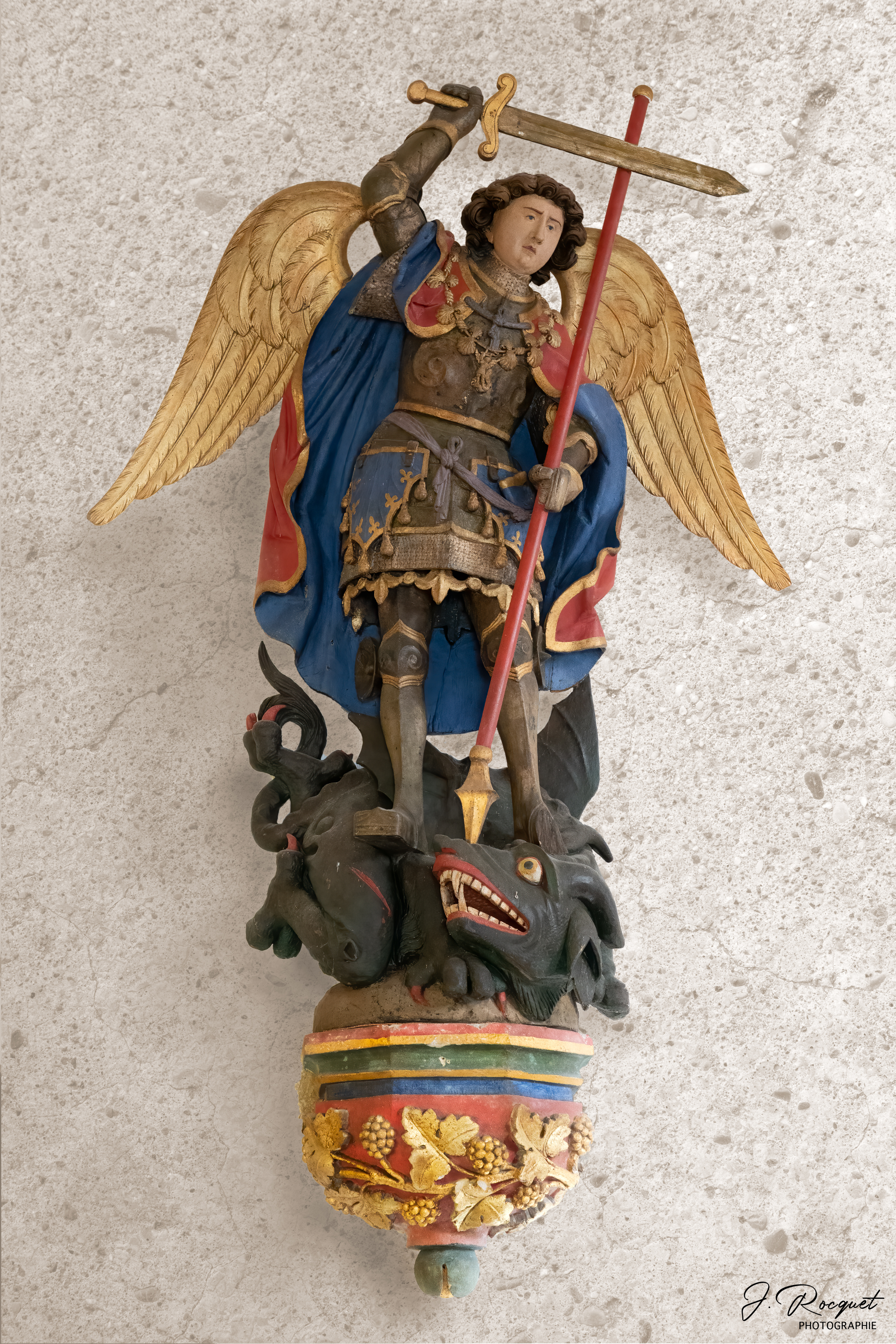
Statue de Saint Michel[36].
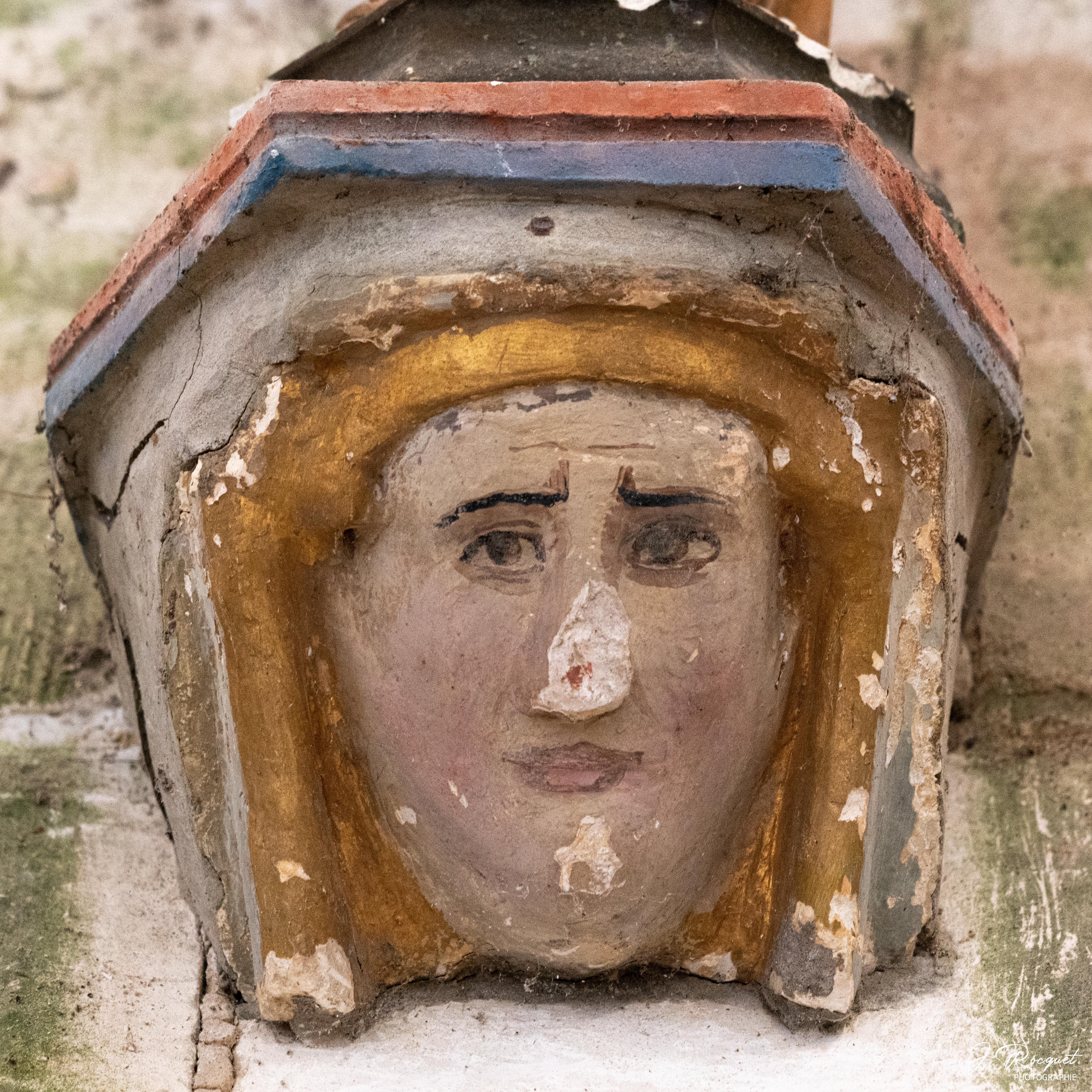
Un cul-de-lampe naïvement repeint.
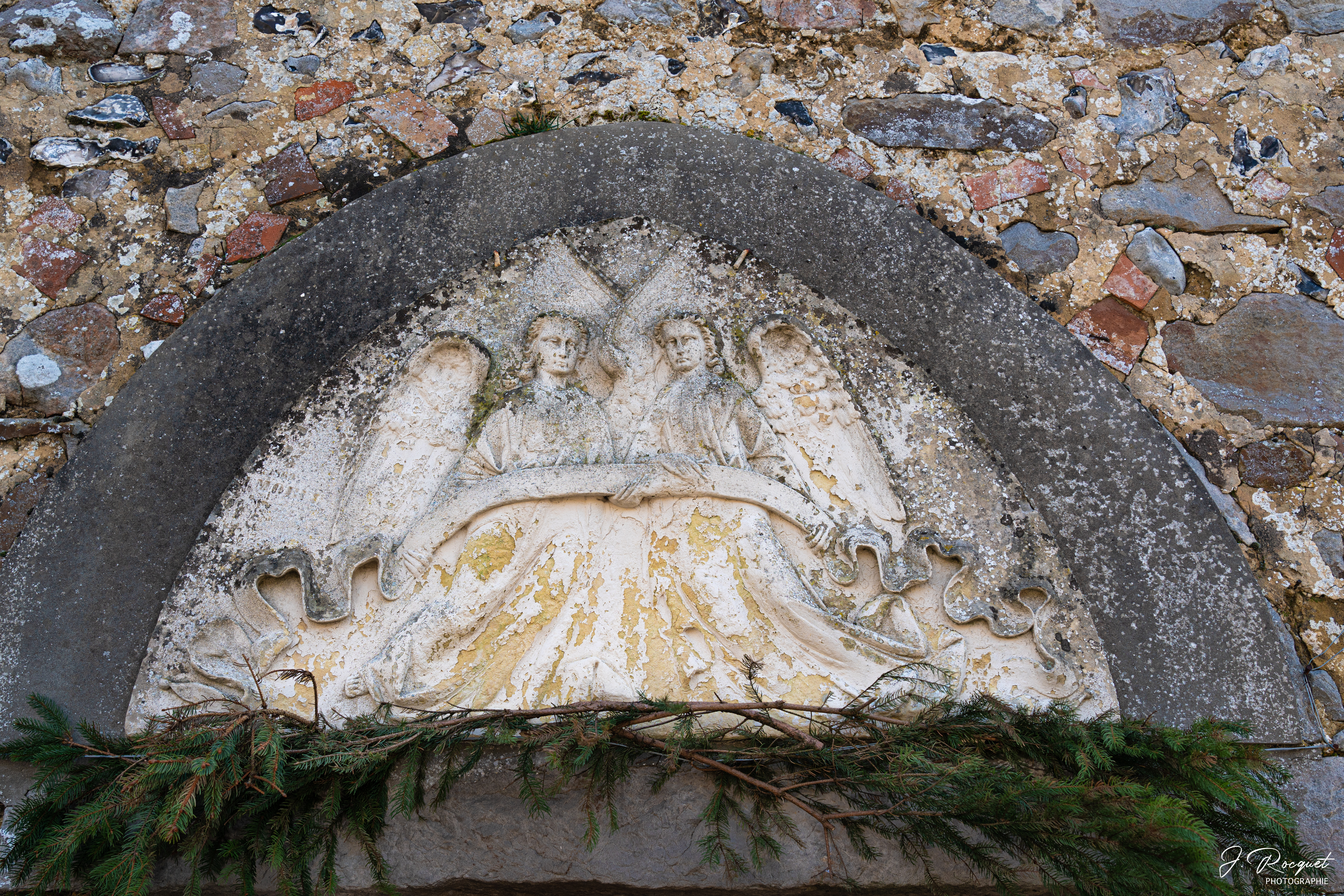
Le tympan au-dessus de l'entrée.

- Le monument aux morts surmonté d'une croix de guerre[48].

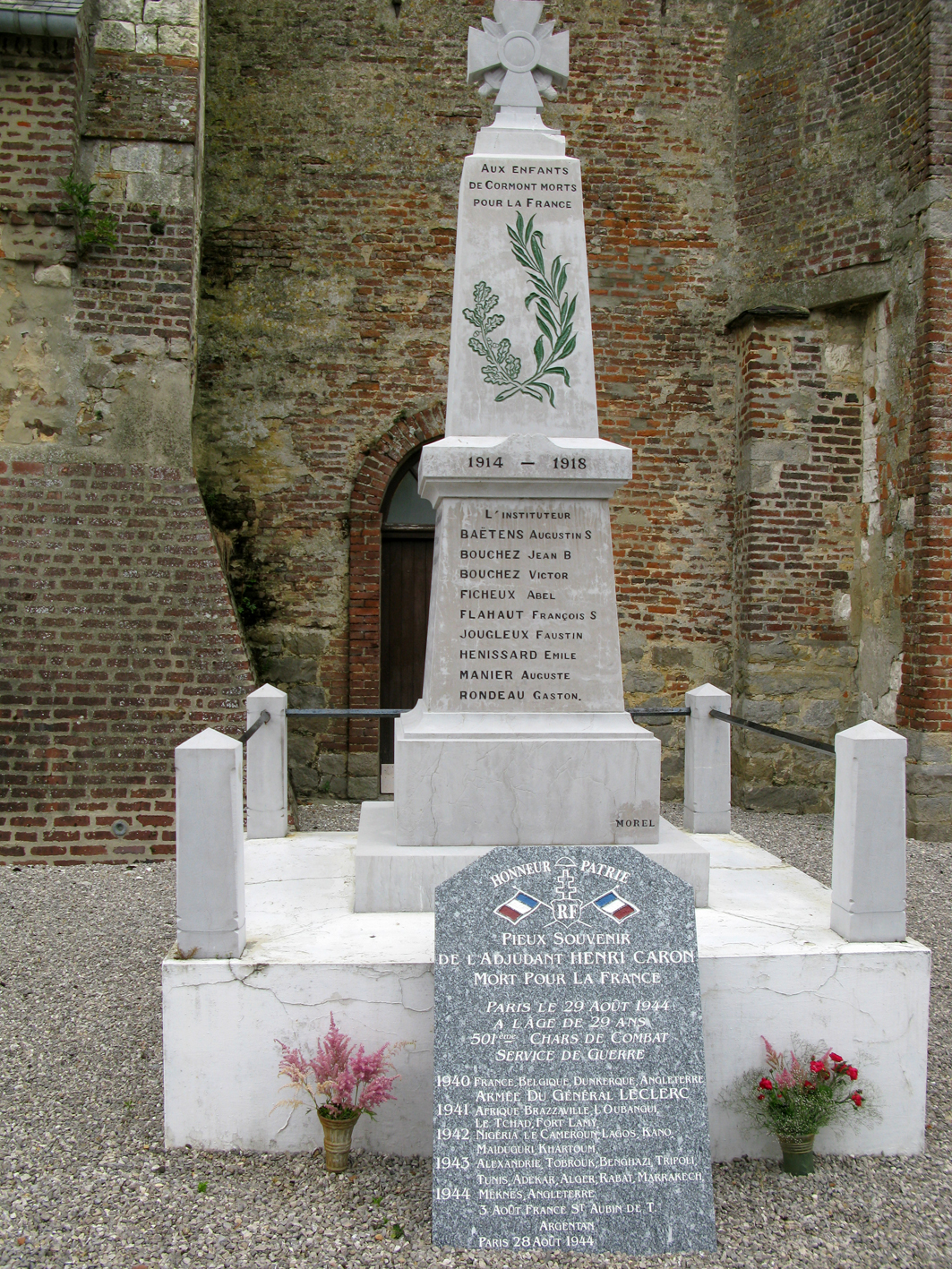
Le monument aux morts.

### Personnalités liées à la commune
- Thomas de Cormont (mort vers 1240), un des trois maîtres d'œuvre de la cathédrale d'Amiens, successeur de Robert de Luzarches et prédécesseur de son fils Renaud de Cormont.
- Henri Caron, né à Cormont en 1915 et mort pour la France en 1944, adjudant à la 2e D.B. du général Leclerc, qui, le premier, entra le 24 août 1944 dans Paris avec son char le Romilly. Il est immortalisé par le film Paris brûle-t-il ?[49].

### Héraldique
| Blason de Cormont | Blason  | Parti : au 1er mi-parti d'argent à l'aigle bicéphale de sable becquée et membrée d'azur, au 2e coupé au I d'azur au fer de moulin d'argent, au II d'or à l'écusson de vair ; le tout sur une champagne d'azur chargée d'un soulier d'or. |
| Blason de Cormont | Détails | Le blason évoque trois anciennes familles seigneuriales : - les Du Moulin qui portaient « d'azur à une anille d'argent accompagnée de deux étoiles d'or en chef et d'un croissant du même en pointe », - les De Fontaines qui portaient « d'or à trois écussons de vair » - les Du Tertre qui portaient « d'argent à trois aigles de gueules, becquées et membrées d'azur ». Les manants sont évoqués par le « soulier dû au seigneur ». Création Thierry Heckmann, adoptée en 1988. |

## Pour approfondir